# Privšek
Privšek je priimek več znanih Slovencev:
- Jože Privšek (1937—1998), jazzovski pianist, skladatelj in dirigent